# Ben Já Mína
Ben Já Mína (Benjamína) je skautský časopis určený pro nejmladší věkovou kategorii – benjamínky, děti ve věku 4–7 let. Časopis je ilustrovaný a obsahuje aktivity vhodné pro předškolní děti. Vychází od roku 2016. Pro vedoucí jsou k němu zároveň vydávány metodické materiály k aktivitám v časopise. Hlavním motivem časopisu jsou příhody Bena, Míny a jejich kamarádů.